# Biscutella rotgesii
Biscutella rotgesii är en korsblommig växtart som beskrevs av Julien Foucaud. Biscutella rotgesii ingår i släktet Biscutella och familjen korsblommiga växter. IUCN kategoriserar arten globalt som akut hotad. Inga underarter finns listade i Catalogue of Life.